# Vụ giết người Vaughan Foods
Vụ giết người Vaughan Foods xảy ra vào ngày 25 tháng 9 năm 2014, khi một người đàn ông tấn công hai nhân viên tại nhà máy chế biến thực phẩm Vaughan Foods ở Moore, Oklahoma, Hoa Kỳ, bằng một con dao, rồi hét lên "Allahu Akbar." Colleen Hufford bị chặt đầu, trong khi một nhân viên khác, Traci Johnson, bị đâm và bị thương nặng. Thủ phạm, được xác định là Alton Nolen (một người đàn ông đã bị sa thải khỏi nhà máy trước khi vụ tấn công xảy ra), sau đó đã bị bắn và bị thương bởi Giám đốc điều hành của Vaughan Foods, Mark Vaughan. Nolen bị buộc tội giết người cấp độ một và tấn công bằng vũ khí, đồng thời phải đối mặt với các khoản phí liên bang có thể xảy ra. Cuộc tấn công thu hút sự chú ý của cả nước do tính chất ghê rợn của nó, sau một loạt vụ chặt đầu được công khai gần đây do Nhà nước Hồi giáo Iraq và Syria (ISIS) thực hiện.
Nolen bị kết tội giết người và hành hung vào tháng 10 năm 2017. Một bồi thẩm đoàn đề nghị Nolen nhận án tử hình, vào ngày 15 tháng 12 năm 2017, một thẩm phán đã kết án Nolen bằng cách tiêm thuốc độc.

## Tấn công
Vào ngày 25 tháng 9 năm 2014, một nhân viên của Vaughan Foods được xác định là Alton Nolen đã bị đình chỉ công việc ở ngoại ô Thành phố Oklahoma sau khi một trong những nạn nhân (Traci Johnson) khởi kiện sau một lập luận "về việc [Nolen] không thích người da trắng, "theo Công tố viên Quận Cleveland Greg Mashburn. Ngay sau đó, Nolen về nhà lấy một con dao và nhét vào trong giày của mình. Sau đó, lái xe đến trung tâm phân phối chính của nhà máy, đâm vào một chiếc ô tô đang đậu, và đi vào khu vực văn phòng hành chính phía trước. Tại đây, theo các thám tử, Nolen đã tấn công một nữ nhân viên (Colleen Hufford) bằng dao từ phía sau, đầu tiên là rạch cổ và sau đó chặt đầu cô. Các đồng nghiệp khác đã cố gắng ngăn cản Nolen trong cuộc hành hung bằng cách đá và ném ghế vào anh ta. Nolen tiếp tục rạch cổ họng và mặt của một nữ nhân viên khác, Traci Johnson, với ý định chặt đầu. Cuộc tấn công kết thúc khi Nolen bị bắn và bị thương bởi Giám đốc điều hành của Vaughn Foods, Mark Vaughan, cũng là đội phó dự bị của Quận Oklahoma, Nolen bị cảnh sát bắt giữ sau đó.

### Nạn nhân
Nạn nhân thiệt mạng trong vụ tấn công được xác định là bà Colleen Hufford, 54 tuổi (5/1/1960 - 25/9/2014). Nguyên nhân cái chết được xác định là "chặt đầu do đa chấn thương ở cổ" và được phân loại là một vụ giết người. Traci Johnson, 43 tuổi, nạn nhân bị thương, được điều trị tại Trung tâm Y tế Đại học Oklahoma vì nhiều vết đâm và đã sống sót sau vụ tấn công.

## Hung thủ

### Alton Nolen
Alton Alexander Nolen (sinh ngày 16 tháng 8 năm 1984), được xác định là thủ phạm duy nhất trong vụ tấn công. Anh từng là nhân viên dây chuyền sản xuất tại Vaughan Foods trước khi bị đình chỉ. Nolen đã bị buộc tội hành hung một sĩ quan cảnh sát vào năm 2010 vì bị treo biển số xe. Anh ta bỏ trốn, bị truy lùng kéo dài trong mười hai giờ. Nolen bị kết án 5 năm tù nhưng được thả vào tháng 3 năm 2013 sau khi thụ án 2 năm và được lệnh tham gia một khóa học quản lý. Anh ta cũng bị kết tội tàng trữ cocaine với ý định phân phối trong năm sau.
Nolen đã bị đình chỉ công việc trước vụ tấn công do "vấn đề nhân sự", mặc dù các chi tiết cụ thể vẫn chưa rõ ràng. Nạn nhân bị thương Traci Johnson sau đó cho biết đó là do một cuộc cãi vã mà cô đã có với Nolen khi anh ta nói rằng "không thích người da trắng". Vũ khí sử dụng trong vụ tấn công là một con dao cắt được các nhân viên sử dụng để cắt rau diếp và các loại rau khác, được cho là mua được từ nhà của anh ta. Biện lý quận hạt Greg Mashburn lưu ý rằng Nolen được báo cáo có ba mục tiêu cụ thể cho cuộc tấn công, bao gồm cả Johnson. Hai mục tiêu khác được báo cáo không bị thương trong vụ việc. Nolen đã bị bắn và bị thương trong cuộc tấn công bởi Giám đốc điều hành của công ty, một phó dự bị tình cờ được trang bị vũ khí.

### Kết nối Hồi giáo
Động cơ vụ tấn công ban đầu không rõ ràng, vì không biết niềm tin của nghi phạm có đóng vai trò gì trong vụ tấn công hay không. Trong lệnh khám xét, cảnh sát báo cáo rằng các nhân chứng đã nói rằng "Nolen đã có một số bất đồng và tranh cãi trước đó với nhân viên," trong khi mô tả Nolen ngày càng trở nên bạo lực, thiếu tôn trọng và hung hăng đối với đồng nghiệp của mình. "Các nhân chứng cũng tình cờ nghe được Nolen nói rằng anh ta không thích và đánh người Da trắng." Nolen cũng "gần đây đã cải sang đạo Hồi và đang cố gắng thuyết phục các nhân viên khác chuyển sang đạo này", và Nolen đã trở nên hung hăng với các nhân viên khác, đồng thời muốn người khác gọi mình là "Muhammad."
Tuy nhiên, các công tố viên cho rằng Nolen đã thể hiện sự "say mê" với các vụ chặt đầu. Do cách thức chết chóc dã man và thực tế là cuộc tấn công kéo theo hàng loạt vụ chặt đầu được ghi hình do các tay súng Nhà nước Hồi giáo (ISIS) thực hiện ở Trung Đông, cảnh sát Moore đã yêu cầu FBI hỗ trợ điều tra. FBI cũng đang điều tra vụ tấn công vì Nolen "đã nói các thuật ngữ Ả Rập trong vụ tấn công," theo Công tố viên Quận Greg Mashburn. Mặc dù Nolen theo học tại một nhà thờ Baptist khi còn trẻ, hồ sơ của hệ thống nhà tù Oklahoma đã liệt kê tôn giáo là Hồi giáo. Các quan chức FBI xác nhận rằng cuộc điều tra của họ bao gồm việc Nolen gần đây chuyển sang đạo Hồi bằng cách nào đó có liên quan đến tội ác hay không. Cảnh sát Moore Sgt. Jeremy Lewis đã xác nhận yêu cầu của bộ phận để FBI giúp điều tra lý lịch của Nolen. Hồ sơ nhà tù Oklahoma cũng cho thấy Nolen, từng có tiền án, có hình xăm "Assalamu Alaikum", một lời chào bằng tiếng Ả Rập có nghĩa là "Bình yên cho bạn".
Sử dụng tên Hồi giáo, "Jah'Keem Yisrael" trang Facebook của Nolen đăng các bức ảnh của Taliban, Osama bin Laden, cũng như hình ảnh một người đàn ông bị chặt đầu. Một bức ảnh về sự kiện ngày 11 tháng 9 được hiển thị với chú thích:
 Một lời tiên tri trong tương lai 18:8 Tượng nữ thần tự do đang bốc cháy.
Patrick T. Dunleavy, cựu phó tổng thanh tra của Đơn vị tình báo hình sự của cảnh sát bang New York và là tác giả của The Fertile Soil of Jihad: Terrorism's Prison Connection, cho rằng hành động của Alton là kết quả của quá trình cực đoan.
Saad Mohammed, giám đốc thông tin của Hiệp hội Hồi giáo Thành phố Đại Oklahoma, xác nhận rằng Alton Nolen bắt đầu thờ phượng tại nhà thờ Hồi giáo của Hiệp hội Hồi giáo Thành phố Đại Oklahoma (ISGOC) vào tháng 5 và ông đã nhìn thấy Nolen ở đó vài lần. Một bức ảnh trên trang Facebook của Nolan cho thấy anh ta đang tham dự nhà thờ Hồi giáo vào ngày 5 tháng 9 năm 2014, 19 ngày trước khi vụ tấn công xảy ra. Những người tham dự cùng một nhà thờ Hồi giáo với Nolen mô tả hành vi của anh ta là "hơi kỳ quặc" và "kỳ lạ". Tuy nhiên, hành vi trước đó của Nolen không làm dấy lên bất kỳ dấu hiệu nào. Mohammed tuyên bố sau vụ tấn công của Nolen không phản ánh niềm tin của đạo Hồi.

## Pháp lý
Vào ngày 30 tháng 9, Nolen bị buộc tội giết người cấp độ một, tấn công và xả súng bằng vũ khí. Theo cảnh sát, Nolen "công khai thừa nhận" đã giết Hufford và làm bị thương Johnson trong cuộc tấn công. Các công tố viên dự kiến sẽ theo đuổi án tử hình trong vụ án. Một phiên điều trần sơ bộ đã được lên kế hoạch vào ngày 14 tháng 10, nhưng sau đó được dời lại sang ngày 2 tháng 12 do xung đột về lịch trình với các luật sư của Nolen. Phiên tòa lại được lên lịch lại đến tháng 4 năm 2015. Phiên điều trần sơ bộ lại bị trì hoãn cho đến ngày 10 tháng 6, nhưng lại bị hoãn cho đến ngày 30 tháng 7. Vào ngày 15 tháng 9 năm 2015, một cuộc thử nghiệm năng lực dành cho Nolen được thiết lập vào ngày 26 tháng 10.
Vào ngày 28 tháng 10 năm 2015, Thẩm phán Quận Lori Walkley đã ra phán quyết rằng Alton Nolen có đủ thẩm quyền để hầu tòa. Chính thức bị buộc tội chém đầu đồng nghiệp Colleen Hufford, và Traci Johnson, đồng nghiệp thứ hai, nạn nhân sống sót sau vết thương. Nolen cũng phải đối mặt với bốn vụ tấn công và buộc tội vì đe dọa hoặc tấn công đồng nghiệp bằng dao. Các công tố viên đã đề nghị án tử hình.
Vào ngày 17 tháng 8 năm 2016, một thẩm phán Oklahoma đã ra phán quyết rằng Nolen không đủ thẩm quyền để nhận tội trong vụ án giết người. Bệnh viện tâm thần bang Vinita sau đó được giao nhiệm vụ xử lý việc điều trị và đánh giá Nolen. Vụ việc được tạm hoãn cho đến khi Nolen trở về từ Vinita để điều trần sau khi thẩm định. Phiên tòa xét xử Nolen chính thức bắt đầu vào ngày 11 tháng 9 năm 2017. Vào ngày 30 tháng 9 năm 2017, sau hai giờ nghị án, bồi thẩm đoàn đã kết tội Nolen một tội danh giết người cấp độ một và năm tội danh hành hung. Vào ngày 2 tháng 10 năm 2017, bồi thẩm đoàn đã kết án tù chung thân vì tội hành hung. Bồi thẩm đoàn cũng đề nghị vào ngày 12 tháng 10 năm 2017, Nolen bị kết án tử hình vì tội giết người.
Vào ngày 15 tháng 12 năm 2017, Thẩm phán Quận Cleveland, Lori Walkley, đã làm theo đề nghị của bồi thẩm đoàn, tuyên án tử hình Nolen bằng cách tiêm thuốc độc.
Vào ngày 18 tháng 3 năm 2021, Tòa phúc thẩm hình sự Oklahoma đã khẳng định phán quyết.